# Широль
Широ́ль (фр. и окс. Chirols) — коммуна во Франции, находится в регионе Рона — Альпы. Департамент коммуны — Ардеш. Входит в состав кантона Тюэй. Округ коммуны — Ларжантьер.
Код INSEE коммуны — 07065.
Коммуна расположена приблизительно в 490 км к югу от Парижа, в 130 км южнее Лиона, в 26 км к западу от Прива.

## Население
Население коммуны на 2008 год составляло 256 человек.
| 1962 | 1968 | 1975 | 1982 | 1990 | 1999 | 2008 |
| ---- | ---- | ---- | ---- | ---- | ---- | ---- |
| 316  | 358  | 316  | 273  | 223  | 257  | 256  |

## Экономика

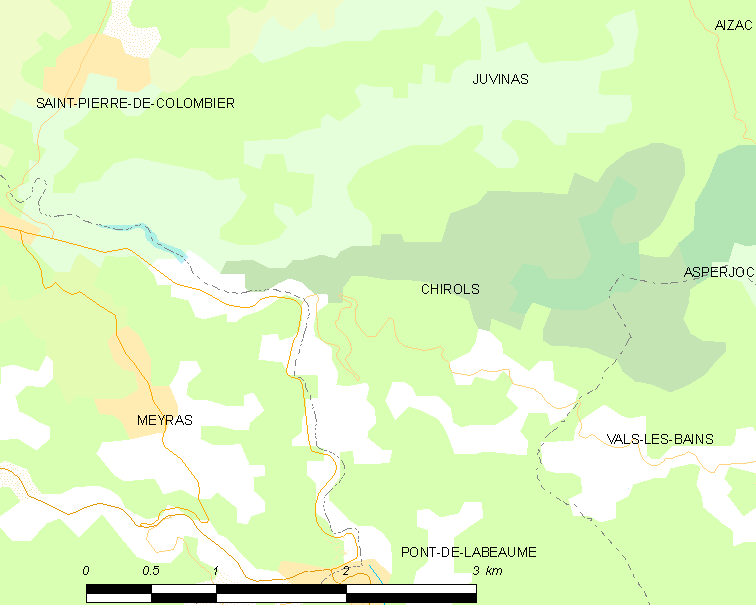
Карта коммуны

В 2007 году среди 169 человек в трудоспособном возрасте (15—64 лет) 109 были экономически активными, 60 — неактивными (показатель активности — 64,5 %, в 1999 году было 68,5 %). Из 109 активных работали 98 человек (57 мужчин и 41 женщина), безработных было 11 (4 мужчины и 7 женщин). Среди 60 неактивных 9 человек были учениками или студентами, 25 — пенсионерами, 26 были неактивными по другим причинам.

## Достопримечательности
- Экомузей сучения шёлка